# أزاسيتيدين
أزاسيتيدين ، الذي يباع تحت الاسم التجاري Vidaza من بين أسماء أخرى، هو دواء يستخدم لعلاج متلازمة خلل التنسج النقوي، و سرطان الدم النخاعي الحاد (AML)، و سرطان الدم النقوي المزمن.   يعطى عن طريق الحقن في الوريد أو تحت الجلد. 
تشمل الآثار الجانبية الشائعة له: الغثيان، و انخفاض خلايا الدم الحمراء، و انخفاض الصفائح الدموية ، و الحمى، و انخفاض خلايا الدم البيضاء ، و الإسهال، و انخفاض البوتاسيوم، و الكدمات.  قد تشمل الآثار الجانبية الأخرى كذلك؛ مشاكل في الكبد، و مشاكل في الكلى، و متلازمة تحلل الورم.  استخدامه في الحمل قد يضر الطفل.  وهو نظير السيتوزين الذي يعمل عن طريق منع مثيلة الحمض النووي. 
ووفق على استخدام الآزاسيتيدين طبيًا في الولايات المتحدة في عام 2004 و أوروبا في عام 2008.   و هو متاح كدواء عام .  في المملكة المتحدة، يكلف 100 ملغ هيئة الخدمات الصحية الوطنية حوالي 220 جنيهًا إسترلينيًا اعتبارًا من عام 2021.  في الولايات المتحدة يكلف هذا القدر حوالي 83 دولارًا أمريكيًا. 